# Dioclea odorata
Dioclea odorata är en ärtväxtart som beskrevs av Xavier Montrouzier. Dioclea odorata ingår i släktet Dioclea och familjen ärtväxter. Inga underarter finns listade i Catalogue of Life.